# Monotypi
Ej att förväxla med det taxonomiska begreppet monotypisk.
Monotypi är en konstgrafisk tryckteknik där varje tryckbild är unik, då tryckplåten är preparerad med en teknik där bilden inte bibehålls efter tryckning. Ett exempel är tryck med målad metallskiva.
En enkel form av monotypi, lämplig för skolbruk, består i att man snabbt med pensel lägger ett antal "färgfläckar" lagom våta på ett ritpapper och därefter lägger ett annat papper över samt snabbt och med viss kraft drar med handryggen över det och därefter drar isär papperen, man får då former som knappast går att åstadkomma med pensel och som inbjuder till fantasifulla tolkningar. 